# Football club lourdais XV Hautes-Pyrénées
Pour les articles homonymes, voir FCL.
Maillots
Actualités
Dernière mise à jour : 6 octobre 2024.

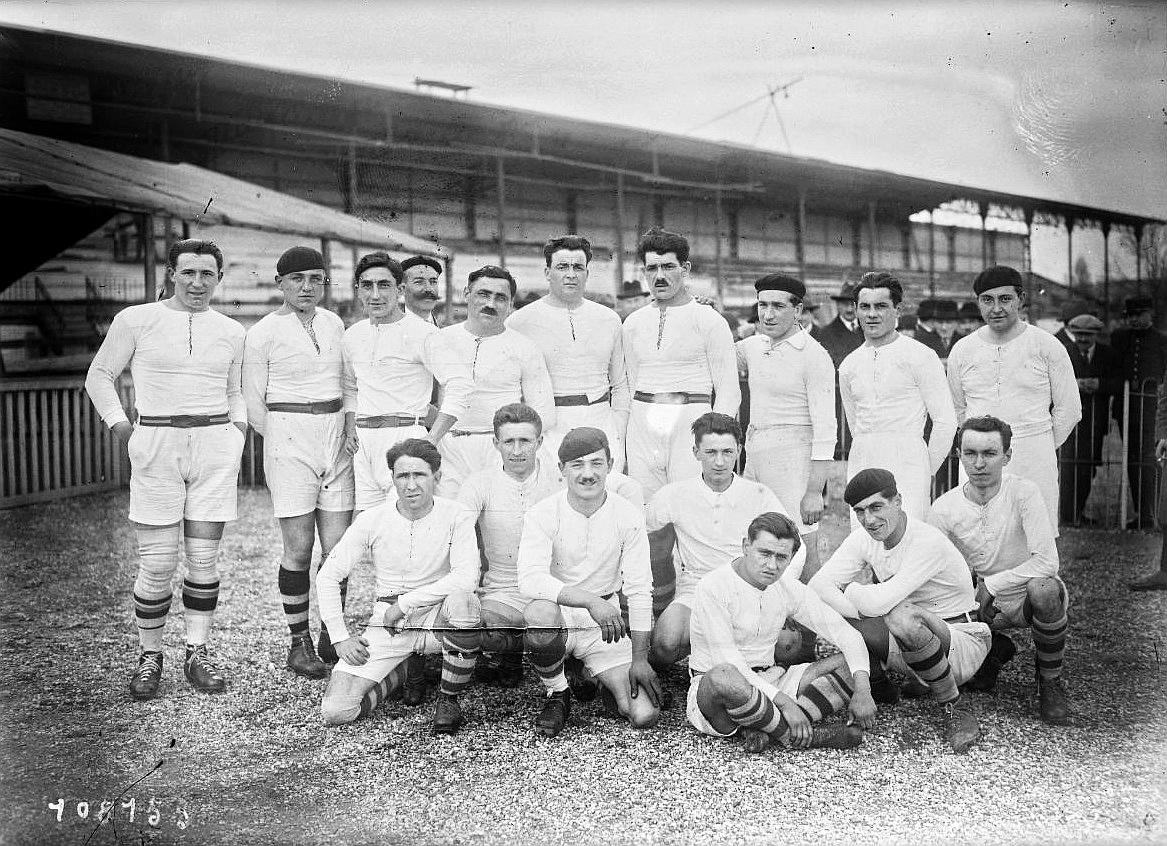
L'équipe de Lourdes le 28 mars 1926, au parc des Princes.

Le Football club lourdais XV Hautes-Pyrénées, généralement appelé FC Lourdes, est un club de rugby à XV créé en 1911, qui domine le rugby français au lendemain de la Seconde Guerre mondiale, et qui évolue aujourd’hui en Fédérale 1 (l'équivalent d'une 5e division).
Le club s'illustre dans l'élite de 1945 à 1968, et particulièrement de 1948 à 1958. Il dispute onze finales du championnat de France, remportant huit fois le titre : en 1948, 1952, 1953, 1956, 1957, 1958, 1960 et 1968. Il remporte deux fois la coupe de France et six fois le challenge Yves du Manoir. Mais, plus encore que par son palmarès, il marque l'histoire du ballon ovale par son « rugby total », jeu offensif qui enchante le public et qui va influencer le jeu du XV du France.
Il connaît ensuite un demi-siècle d'un lent déclin. Se laissant miner par la nostalgie du « beau jeu » et d'un passé prestigieux, par les querelles internes et par les difficultés financières, il quitte l'élite au milieu des années 1990, descend en Fédérale 1, puis en 2014 en Fédérale 2.

## Histoire

### Débuts

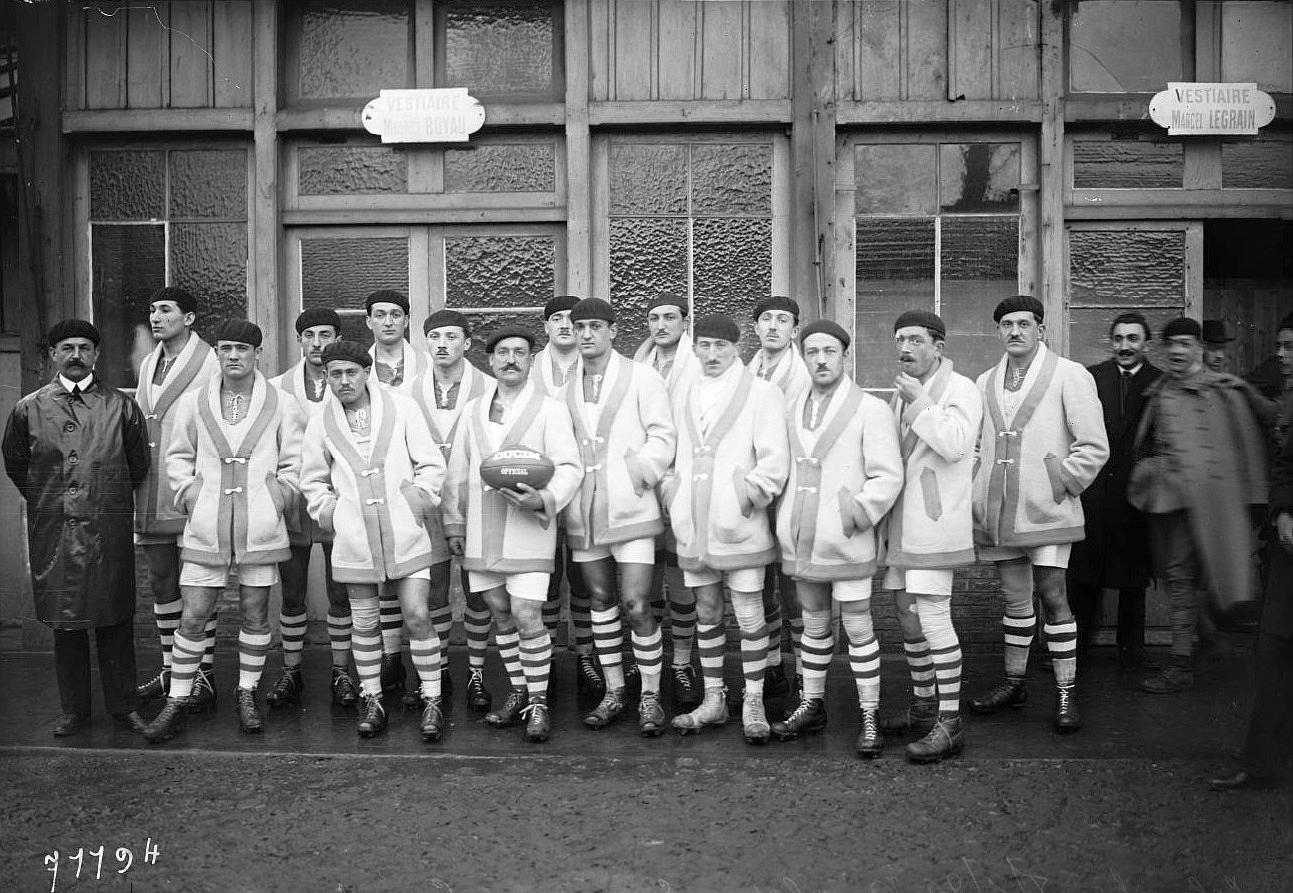
L'équipe de Lourdes le 8 janvier 1922, au stade de Colombes.

À Lourdes, on joue au rugby depuis 1905, à l'Étoile sportive lourdaise. Le club n'est officiellement fondé que le 24 avril 1911, sous le nom de Football Club Lourdais. En 1918, les juniors du club (renforcés de ceux de Tarbes) atteignent leur première finale contre le Stade toulousain en 
coupe de l'Avenir qui remplace le championnat de France de 2e série pendant la Première Guerre mondiale.
En 1933, le FC Lourdes descend en 2e division. En 1939, il affronte Bourg-en-Bresse en finale du championnat de France 2e division (alors appelée « Honneur »). Les Lourdais s'inclinent par 3 à 6.
Le Championnat s'interrompt durant la Seconde Guerre mondiale, et ne reprend officiellement qu'en 1942,. Le FC Lourdes retrouve la 1re division. Le 20 avril 1945, il dispute la finale contre Agen, qu'il perd 3 à 7. Le 24 mars 1946, il est à nouveau en finale, contre Pau cette fois. C'est une nouvelle défaite : 0 à 11.

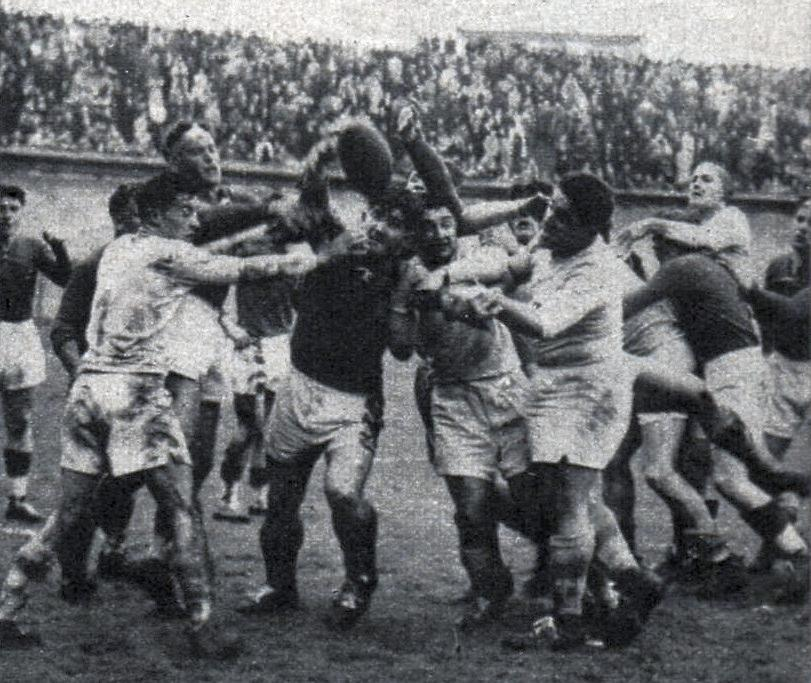
Finale du championnat Pau-Lourdes au parc des Princes, en 1946. Pau joue en blanc, Lourdes en rouge.

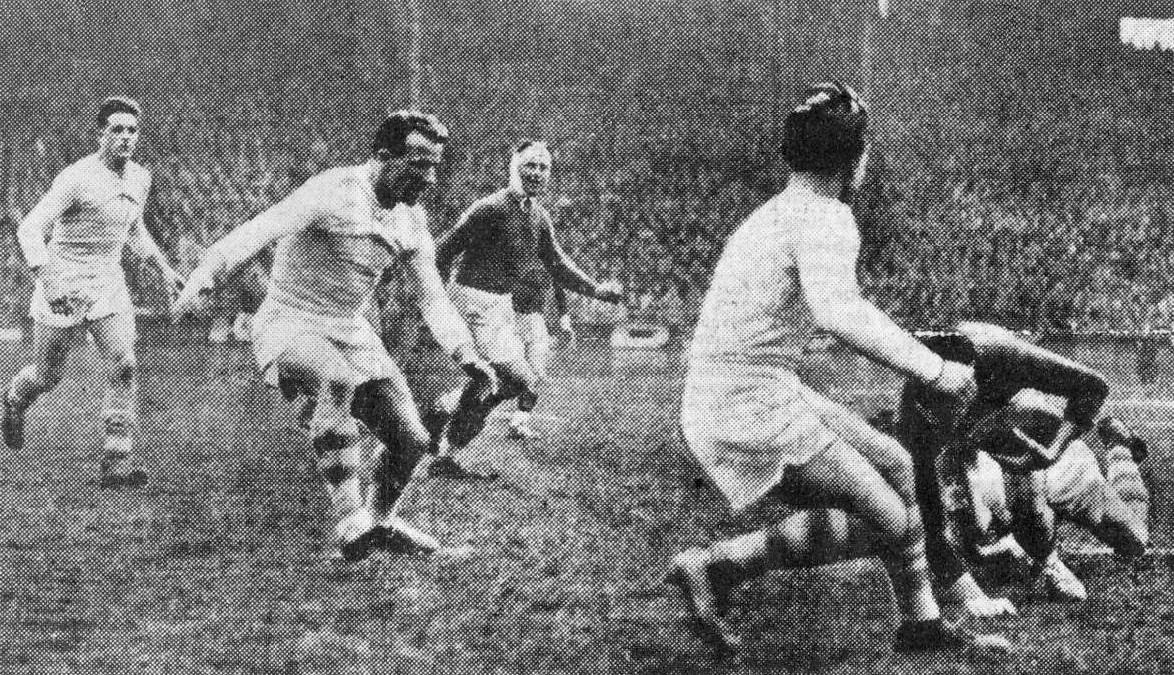
Finale 1946, le Lourdais Chanfreau (foncé) plaqué, Dutrey son équipier au centre, les palois Desclaux (G., en clair), Lasalle (centre) et Duthen (D.) sont en embuscade.

### La grande époque

#### Champion de France 1948, 1952, 1953, 1956, 1957 et 1958

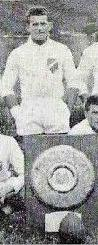
Jean Prat et le Brennus (1948).

Il faut attendre le 18 avril 1948 pour que le FC Lourdes devienne champion de France, en battant le RC Toulon en finale par 11 à 3. Lourdes champion de France 1948 rate le doublé. En effet, le 30 mai 1948, Lourdes s'incline en finale de la Coupe de France contre le Castres olympique du capitaine Jean Matheu-Cambas
par 6 à 0 au parc Lescure de Bordeaux. Toutefois, c'est le début de l'époque glorieuse, qui s'étend de 1948 à 1958. Durant ces onze années, le club conquiert six titres de champion de France.

### Amorce du déclin
En 1959, le FC Lourdes est éliminé par le Racing club de France en demi-finale du championnat (3-19), ce qui provoque une grave crise au sein du club. Jean Barthe, Pierre Lacaze, Henri Rancoule s'en vont. Jean Prat raccroche les crampons. Il devient entraîneur. L'équipe, renouvelée à 40 %, est championne de France en 1960. Mais le retrait du président Antoine Béguère en septembre et sa mort en octobre viennent s'ajouter au départ de la génération de joueurs qui a fait la gloire du club. Un lent déclin s'amorce. Lourdes conquiert tout de même un huitième et dernier titre en 1968.

### Déclin
Durant la saison 1968-1969, un conflit éclate entre l'entraîneur Roger Martine et sa ligne de trois-quarts (Latanne, Halçaren, Arnaudet, Campaes), qui fait bloc contre sa décision de se passer de l'ailier Latanne pour incorporer Jean-Pierre Mir au centre. Cette fronde est la première manifestation d'une crise qui va devenir récurrente. On va voir chuter un club miné par des luttes intestines où la politique s'invite dans le sport. Les départs se succèdent.

#### Vainqueur du challenge Yves du Manoir 1981
À la fin des années 1970 et durant les années 1980, le club obtient quelques résultats. Il est finaliste du challenge Yves du Manoir en 1977, et le remporte en 1981. Il est finaliste de la coupe de France en 1984.
Mais l'équipe des années 1980, qui s'appuie sur un pack conquérant (le premier à compter trois piliers), n'est pas reconnue à sa juste valeur : la nostalgie du « grand Lourdes » et de son « beau jeu » hante les esprits et va précipiter la chute.
Lourdes dispute encore toutefois 2 quarts de finale du championnat de France contre Grenoble en 
1982 et contre Bayonne en 1983 ainsi qu'une demi-finale contre Toulon en 1985.
Le FC Lourdes quitte l'élite : il est relégué en groupe B en 1992 après un match de barrage perdu contre Mont de Marsan. Il remonte l'année suivante après une victoire sur le PUC 40-32 en 1/4 de finale, pour être à nouveau relégué en 1994.
Champion de France du groupe B en 1995, il ne remonte pas pour autant dans l'élite, qui est resserrée de 32 à 20 clubs. En novembre, une tentative de fusion avec le Stadoceste tarbais échoue. Incapable de trouver des financements à la hauteur de ses ambitions, le FC Lourdes s'enlise dans le groupe B.
En juin 1998, l'ancien troisième ligne et capitaine Michel Crauste est appelé à la présidence du club. Ce dernier évolue maintenant en Nationale 1 (qui va devenir en 2000 la Fédérale 1), et se trouve dans un état financier catastrophique : accusant un passif de 5,2 millions de francs (l'équivalent d'1,2 million d'euros en 2023), il est au bord de la cessation de paiement. En juillet, une procédure judiciaire est décrétée. En janvier 1999, rassuré par les efforts consentis par le club pour rendre ses comptes visibles, confiant dans sa volonté de retrouver une situation financière saine, le tribunal de grande instance de Tarbes annule la procédure judiciaire. Michel Crauste et la nouvelle équipe dirigeante ont pour mission de résorber les dettes en sept ans.
L'idée d'un club départemental est relancée. Bagnères et Lourdes refusent. Tarbes et Lannemezan fusionnent en 2000, donnant naissance au Tarbes Pyrénées rugby. Très vite, l'expérience se révèle amère pour les Lannemezanais.
En 2005, l'objectif des dirigeants lourdais est atteint : les dettes sont réglées. Le FC Lourdes n'en a pas fini pour autant avec les difficultés, qu'elles soient d'ordre financier ou sportif. La « valse » des entraîneurs dans les années 1990 et les années 2000 traduit le désarroi général. À partir de 2007, le club ne réussit plus à accéder aux phases finales du championnat de Fédérale 1. En 2013, le Stade Antoine-Béguère (12 000 places) n'accueille plus que 600 spectateurs en moyenne, et à peine plus de 1 000 pour un derby. Pour assurer le maintien, la recherche de nouveaux sponsors est constante. Toujours en butte à des problèmes d'argent, le club néglige la formation, se montre incapable de retenir ses « grosses pointures » ou ses meilleurs juniors, ou de les remplacer. « Nous avons essayé de trouver les meilleurs joueurs et les meilleurs entraîneurs possibles, dit Michel Crauste en mars 2014, mais le rugby est le sport qui, par excellence, demande de la cohésion. Or, nous changeons sans cesse de joueurs. » Le mois suivant, le club est relégué en Fédérale 2.
À la fin de la saison 2016-2017, le FC Lourdes  est promis à la Fédérale 3. Il y échappe, car une refonte du championnat de Fédérale 2 fait passer les poules de 10 à 12 clubs.
Le sauvetage (le « miracle », ironisent les médias) se reproduit trois ans plus tard. La saison 2019-2020 est, selon la maire adjointe aux sports Patricia Sayouns, « la plus noire de l’histoire du rugby lourdais » : 16 matchs, 16 défaites, près de 500 points encaissés, 30 points de retard sur l'avant-dernier. La descente en Fédérale 3 se profile une nouvelle fois, lorsque, fin mars, l'épidémie de coronavirus stoppe le championnat. Quelques jours plus tard, la Fédération française décide qu'il n'y aura pas de relégations sportives au terme de la saison, laissant le choix aux clubs de se maintenir ou non. Les dirigeants du FC Lourdes se prononcent en faveur du maintien.

### Retour en Fédérale 1
Lors de la saison 2023-2024, les Lourdais finissent premier de leur poule et se voient donc directement qualifiés pour les seizièmes de finale. Après une défaite 23-18 contre Aramits au match aller, les Pyrénéens s’imposent 16-7 au match retour, et se qualifient pour les huitièmes. Grâce à leurs victoires 19-18 (au match aller) et 17-10 (au match retour) contre Coarraze Nay, le club octuple champion de France remonte en Fédérale 1, dix ans après sa relégation. Les Lourdais s’imposent contre Gujan-Mestras en quarts de finale mais perdent contre le quatrième de leur poule, Rugby Grenade en demi-finales. (Grenade échouant en finale contre US Montmélian).

## Identité visuelle

### Couleurs et maillots
À la création du club, en 1911, le maillot est à bandes verticales blanches et noires. Il devient ensuite vert et blanc, puis vert caca d'oie. C'est en 1950 qu'est adopté le maillot cerclé rouge et bleu, toujours porté en 2015.

### Logo

Évolution du logo
Ancien logo.
Ancien logo.
Logo instauré en 2022.

## Résultats sportifs

### Palmarès
| Compétitions nationales | Autres compétitions nationales | Équipes de jeunes |

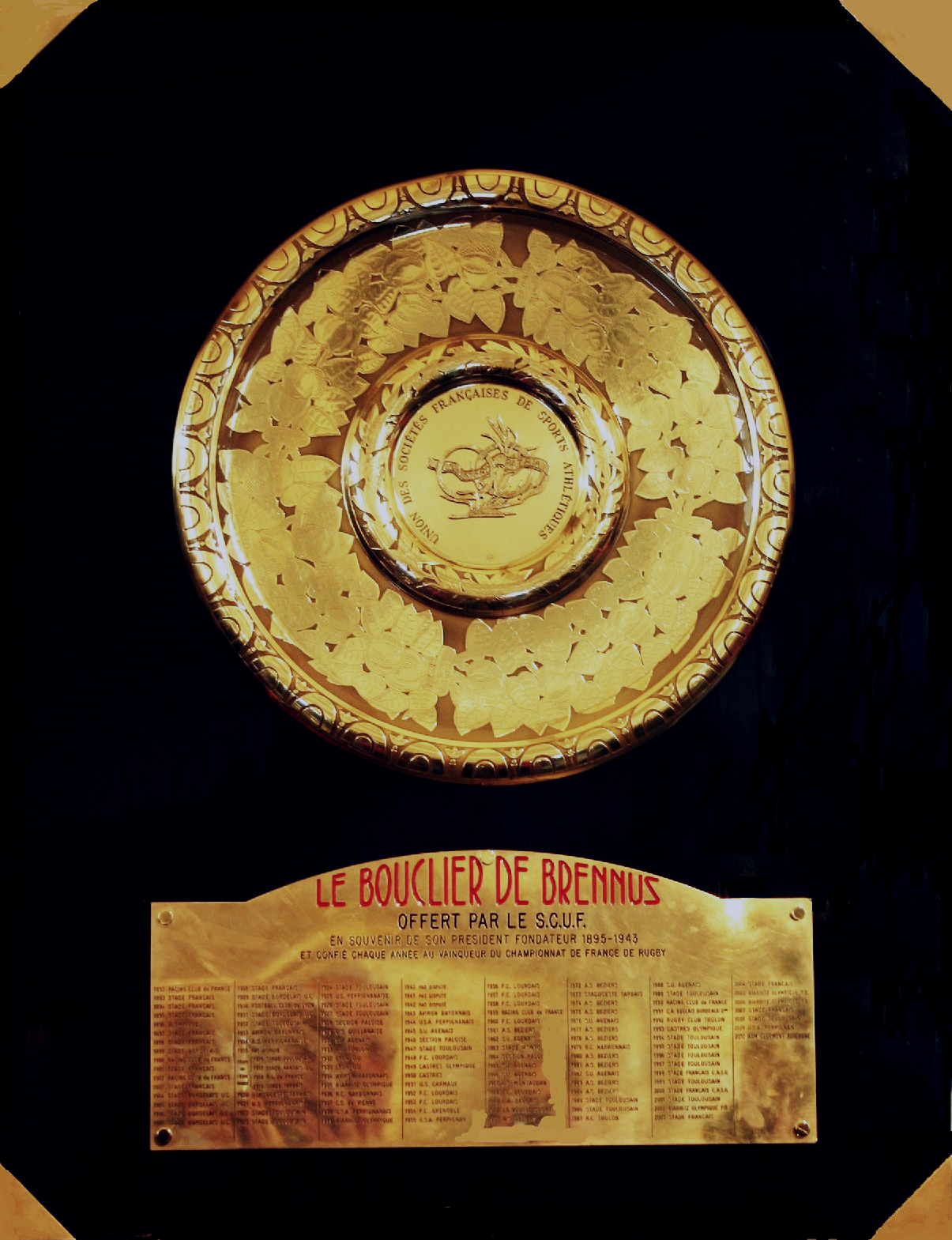
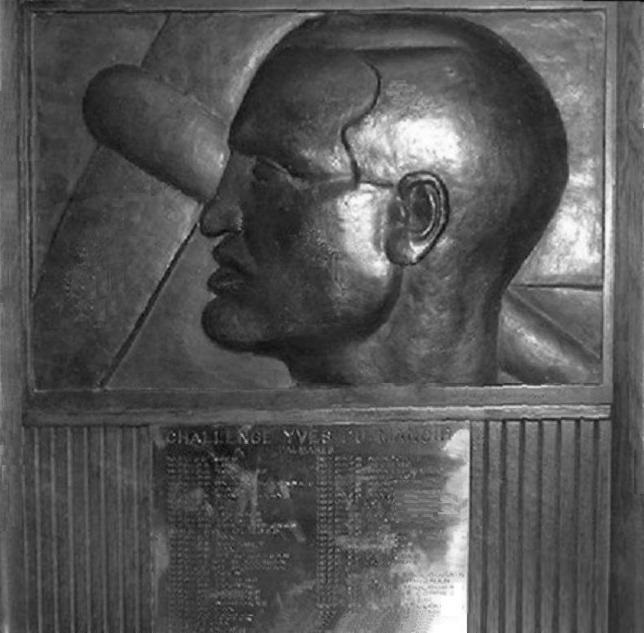
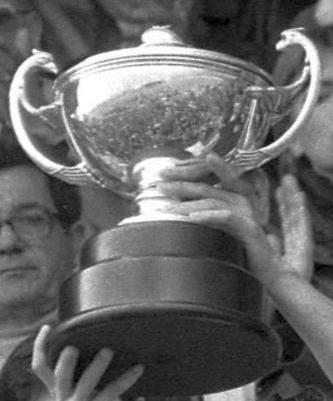

| - Championnat de France de première division : - Champion (8) : 1948, 1952, 1953, 1956, 1957, 1958, 1960 et 1968 - Vice-champion (3) : 1945, 1946 et 1955 - Challenge Yves du Manoir : - Vainqueur (6) : 1953, 1954, 1956, 1966, 1967 et 1981 - Finaliste (1) : 1977 - Coupe de France : - Vainqueur (2) : 1950 et 1951 - Finaliste (2) : 1948 et 1984 - Championnat de France groupe B : - Champion (1) : 1995 | - Challenge Antoine Béguère : - Vainqueur (6) : 1962, 1963, 1967, 1974, 1976 et 1977 - Finaliste (6) : 1966,, 1969,, 1981, 1988, 1990 et 1994 - Championnat de France Nationale B : - Vainqueur (1) : 1981 | - Coupe Frantz-Reichel : - Vainqueur (1) : 1960 - Coupe René-Crabos : - Vainqueur (1) : 1950 - Championnat de France Cadets B : - Vainqueur (1) : 1992 - Challenge Gaudermen (coupe de France cadets): - Vainqueur (2) : 1971, 1992 |

### Bilan saison par saison
| Saison    | Niveau | Championnat | Classement | Phase finale                                                          | Titres |
| --------- | ------ | ----------- | ---------- | --------------------------------------------------------------------- | ------ |
| 1990-1991 | 1      | Groupes A   | 6e/8       | -                                                                     | -      |
| 1991-1992 | 1      | Groupes A   | 10e/10     | Relégation                                                            | -      |
| 1992-1993 | 1 bis  | Groupe B    | 1er/8      | Demi-finaliste du groupe B                                            | -      |
| 1993-1994 | 1      | Groupes A   | 7e/8       | -                                                                     | -      |
| 1994-1995 | 1 bis  | Groupe B    | ?/8        | Vainqueur de la finale du groupe B                                    | -      |
| 1995-1996 | 1 bis  | Groupes A2  | 4e/10      | Défaite en barrages                                                   | -      |
| 1996-1997 | 1 bis  | Groupes A2  | 9e/10      | Relégation                                                            | -      |
| 1997-1998 | 3      | Nationale 1 | 4e/12      | Défaite en huitièmes-de-finale                                        | -      |
| 1998-1999 | 3      | Nationale 1 | 2e/12      | Défaite en huitièmes-de-finale                                        | -      |
| 1999-2000 | 3      | Nationale 1 | ?/11       | Défaite en huitièmes-de-finale                                        | -      |
| 2000-2001 | 3      | Fédérale 1  | 1er/12     | Défaite en huitièmes-de-finale                                        | -      |
| 2001-2002 | 3      | Fédérale 1  | 4e/14      | Défaite en huitièmes-de-finale                                        | -      |
| 2002-2003 | 3      | Fédérale 1  | ?/12       | -                                                                     | -      |
| 2003-2004 | 3      | Fédérale 1  | ?/12       | -                                                                     | -      |
| 2004-2005 | 3      | Fédérale 1  | 9e/12      | -                                                                     | -      |
| 2005-2006 | 3      | Fédérale 1  | 4e/8       | Éliminé en phase de poules                                            | -      |
| 2006-2007 | 3      | Fédérale 1  | 3e/8       | Éliminé en phase de poules                                            | -      |
| 2007-2008 | 3      | Fédérale 1  | 6e/8       | Vainqueur des barrages de relégation                                  | -      |
| 2008-2009 | 3      | Fédérale 1  | 5e/8       | Éliminé en demi-finales des barrages de relégation                    | -      |
| 2009-2010 | 3      | Fédérale 1  | 7e/8       | Éliminé en huitièmes-de-finale des barrages de relégation             | -      |
| 2010-2011 | 3      | Fédérale 1  | 7e/13      | -                                                                     | -      |
| 2011-2012 | 3      | Fédérale 1  | 6e/10      | -                                                                     | -      |
| 2012-2013 | 3      | Fédérale 1  | 6e/12      | -                                                                     | -      |
| 2013-2014 | 3      | Fédérale 1  | 10e/10     | Relégation                                                            | -      |
| 2014-2015 | 4      | Fédérale 2  | 5e/10      | -                                                                     | -      |
| 2015-2016 | 4      | Fédérale 2  | 5e/10      | -                                                                     | -      |
| 2016-2017 | 4      | Fédérale 2  | 9e/10      | -                                                                     | -      |
| 2017-2018 | 4      | Fédérale 2  | 9e/12      | -                                                                     | -      |
| 2018-2019 | 4      | Fédérale 2  | 9e/12      | -                                                                     | -      |
| 2019-2020 | 4      | Fédérale 2  | 12e/12     | Compétition suspendue puis annulée                                    | -      |
| 2020-2021 | 5      | Fédérale 2  | 8e/12      | Compétition suspendue puis annulée                                    | -      |
| 2021-2022 | 5      | Fédérale 2  | 7e         | -                                                                     | -      |
| 2022-2023 | 5      | Fédérale 2  | 6e         | -                                                                     |        |
| 2023-2024 | 5      | Fédérale 2  | 1er/12     | Éliminé en demi-finale du championnat de France, Montée en fédérale 1 |        |
| 2024-2025 | 5      | Fédérale 1  | 7e/12      | -                                                                     |        |
| 2025-2026 | 5      | Fédérale 1  | En cours   | En cours                                                              |        |

## Les finales du FC Lourdes

### Championnat de France
Le FC Lourdes dispute, de 1945 à 1968, onze finales du championnat de 1re division. Il en gagne huit.
1945. Lourdes et son pack puissant retrouvent en finale le SU Agen, qu'ils ont écrasé en poule. D'entrée, les avants lourdais dominent. Le troisième ligne Jean Augé plante un essai dès la 10e minute (0-3). Mais, à la mi-temps, le score est toujours le même. Agen reprend confiance, et le match va rester indécis jusqu'au bout. Si Lourdes est plein de vitalité, Agen propose un jeu plus complet. L'Agenais Fernand Conquéré marque un essai (3-3). Son coéquipier Camille Bonnet passe un drop (7-3). Agen l'emporte,.
1946. Lourdes, seul club invaincu, fait figure de favori. C'est mésestimer la Section paloise et ses redoutables avants, qui ont éliminé Montferrand, Montélimar, Toulouse et Perpignan. La surprise est de taille : Pau l'emporte par 11 à 0.
1948. « Tordu en mêlée, bousculé sur les regroupements », le pack du RC Toulon tente courageusement de limiter les dégâts. Après une mêlée refaite trois fois près de sa ligne, il est soulevé, il éclate sous la poussée et ne peut empêcher l'essai collectif des Lourdais (25e, 3-0). Trois minutes plus tard, essai de l'ailier lourdais Georges Bernardet. Jean Prat transforme (8-0). À la 55e, pénalité de l'arrière toulonnais, Marcel Bodrero (8-3). À la 60e, essai de Jean Prat (11-3). Lourdes est champion de France pour la première fois de son histoire.
1952. L'USA Perpignan va faire les frais de la nouvelle orientation offensive des Lourdais, qui pratiquent maintenant un rugby total. Le FC Lourdes impose son style, son jeu pensé, ambitieux, très collectif, séduisant et efficace, avec montée de l'arrière dans la ligne de trois-quarts pour décaler l'ailier ; avec, si nécessaire, coup de pied de recentrage sur la troisième ligne. Dès la 5e, une opération « Casquette » amène l'essai de l'ailier Jean Estrade (3-0). À la 15e, le centre catalan Joseph Galy rétablit l'équilibre par un essai (3-3), et, à la 35e, l'USAP prend l'avantage avec un essai  transformé (3-8). Jean Prat réduit l'écart en réussissant une pénalité (6-8). En deuxième mi-temps, nouvel essai de Lourdes par le centre Roger Martine (9-8). Puis « Casquette » Labazuy part derrière une mêlée ouverte, feinte la passe, crochète dans la défense catalane et marque  le troisième essai lourdais (12-8). L'USAP reprend le dessus par une pénalité de son pilier José Guasch (12-11). À la 65e, quatrième essai de Lourdes par le troisième ligne Thomas Mantérola (15-11). À la 72e, cinquième essai par l'ailier Jacques Crabe. Jean Prat transforme (20-11).
1953. « Somptueux final » contre Mont-de-Marsan, « finale exceptionnelle, passionnante, émouvante, haletante. » Lourdes fait figure de grand favori. Pourtant, ce sont les avants montois qui dominent, notamment en touche. Les Landais impriment à la rencontre un rythme effréné. Ils prennent le large. Les Lourdais sont en déroute : 3-8 à la mi-temps, 3-13 à la 52e. Mais, à force d'accélérer, les Montois finissent par commettre des maladresses. À la 65e, essai de Martine pour Lourdes. Jean Prat transforme (8-13). À la 72e, essai de Mantérola pour Lourdes (11-13). Les Montois vont être rejoints. À la 73e, ils se redonnent de l'air par une pénalité du troisième ligne Georges Berrocq-Irigoin (11-16). À 14 minutes de la fin, nouvel essai de Mantérola. Jean Prat transforme (16-16). À la 80e, « dans les derniers instants d'une partie qui fit palpiter les cœurs », Estrade marque. Jean Prat transforme (21-16). Lourdes réussit le doublé.
1955. Fatigués, comptant de nombreux blessés, les hommes de Jean Prat se laissent emporter par la furie de l'USA Perpignan (6-11).
1956. La jeune et déterminée US Dax malmène Lourdes pendant le premier quart d'heure. Mais les Lourdais ne s'affolent pas. Ils se cantonnent dans un jeu serré, contraire à leurs habitudes, et réussissent à maîtriser le débat. Sans jamais se découvrir, ils engrangent impitoyablement les points : drop de Jean Prat à la 25e (3-0), essai de l'ailier Pierre Tarricq à la 32e (6-0), nouveau drop de Jean Prat à la 36e (9-0), pénalités de l'ouvreur Antoine Labazuy à la 64e et à la 73e (15-0), essai (78e) et transformation du même Labazuy (20-0). Ce n'est pas le jour de Dax : ses buteurs, Jean Othats et Pierre Albaladejo, manquent toutes leurs tentatives de pénalité (cinq échecs pour Albaladejo). Lourdes est champion de France pour la quatrième fois.
1957. Lourdes et le Racing club de France offrent au public une finale qui reste dans les mémoires comme « l'une des plus somptueuses ». Pendant toute la première mi-temps et l'entame de la seconde, Lourdes étouffe son adversaire, menant 11-0 à la 50e. C'est alors que les Racingmen se rebiffent : à la 53e, essai de leur deuxième ligne Michel Gri, transformé par l'arrière Michel Vannier (11-5) ; à la 58e, essai de Vannier, qui transforme (11-10). Les Lourdais répliquent par un essai de l'ailier Henri Rancoule, transformé par l'arrière Pierre Lacaze (16-10). Vannier réduit la marque en passant un but de 51 mètres (16-13). Les Racingmen sont déchaînés, bien décidés à prendre l'avantage. Les Lourdais vivent un dernier quart d'heure inconfortable : récupération en catastrophe d'une balle à suivre adverse, tentative de drop ratée de l'ouvreur du Racing, Pierre Chaubet… Ils réussissent tout de même à préserver leur avantage.
1958. Finale très intense contre le SC Mazamet du grand capitaine Lucien Mias. Dès la 45e seconde, Jean Prat contre un dégagement et marque (3-0). À la 8e, il claque un drop (6-0). Les avants tarnais, très collectifs, survolant la touche, exercent une pression constante. Mais les Lourdais, en réussite, sereins, ont l'affaire bien en main. Ils donnent beaucoup de rythme, débordent leurs adversaires. À la 43e, ils mènent 12 à 3. À la 56e, les Tarnais réduisent l'écart par un essai transformé (12-8), et reprennent confiance. Ils sont en position de marquer à nouveau. Le match est indécis. Les Lourdais se ressaisissent. Deux essais transformés (65e et 73e) et une pénalité (76e) leur font prendre le large (25-8). Lourdes réussit le triplé.
1960. Le FC Lourdes affronte l'AS Béziers, qui l'a battu deux fois en poule (11-3 à Béziers, 12-6 à Lourdes). C'est, depuis 1948, le seul club à l'avoir battu à domicile. Il accède pour la première fois à la finale. L'équipe de Lourdes a changé. Les frères Prat, François Labazuy, Jean Barthe, Pierre Lacaze et Rancoule sont partis. Mais le club compte des recrues de tout premier choix : le troisième ligne Michel Crauste, le centre Arnaud Marquesuzaa, le deuxième ligne Roland Crancée. Ce dernier exerce en touche une domination qui va se révéler décisive. Lourdes gagne par 14 à 11.
1968. Trois fois repoussée en raison des événements de mai 68, la finale contre le RC Toulon d'André Herrero ne se dispute que le 16 juin. Les deux équipes sont à 6-6 à la fin du temps réglementaire, et à 9-9 au terme des prolongations. La saison est trop avancée  pour que l'on envisage de rejouer la finale : les internationaux doivent partir en tournée. Le règlement est donc modifié. Le FC Lourdes est déclaré champion de France au bénéfice du nombre d'essais (2 à 0). C'est son huitième et dernier titre.
| Date de la finale | Vainqueur       | Score   | Finaliste             | Lieu de la finale                 | Spectateurs |
| ----------------- | --------------- | ------- | --------------------- | --------------------------------- | ----------- |
| 7 avril 1945      | SU Agen         | 7 - 3   | FC Lourdes            | Parc des Princes, Paris           | 30 000      |
| 24 mars 1946      | Section paloise | 11 - 0  | FC Lourdes            | Parc des Princes, Paris           | 30 000      |
| 18 avril 1948     | FC Lourdes      | 11 - 3  | RC Toulon             | Stade des Ponts Jumeaux, Toulouse | 29 753      |
| 4 mai 1952        | FC Lourdes      | 20 - 11 | USA Perpignan         | Stadium municipal, Toulouse       | 32 500      |
| 17 mai 1953       | FC Lourdes      | 21 - 16 | Stade montois         | Stadium municipal, Toulouse       | 32 500      |
| 22 mai 1955       | USA Perpignan   | 11 - 6  | FC Lourdes            | Parc Lescure, Bordeaux            | 39 764      |
| 3 juin 1956       | FC Lourdes      | 20 - 0  | US Dax                | Stadium municipal, Toulouse       | 38 426      |
| 26 mai 1957       | FC Lourdes      | 16 - 13 | Racing club de France | Stade de Gerland, Lyon            | 30 000      |
| 18 mai 1958       | FC Lourdes      | 25 - 8  | SC Mazamet            | Stadium municipal, Toulouse       | 37 164      |
| 22 mai 1960       | FC Lourdes      | 14 - 11 | AS Béziers            | Stadium municipal, Toulouse       | 37 200      |
| 16 juin 1968      | FC Lourdes      | 9 - 9   | RC Toulon             | Stadium municipal, Toulouse       | 28 526      |

### Challenge Yves du Manoir
| Date        | Vainqueur  | Score | Finaliste       | Lieu de la finale              | Spectateurs |
| ----------- | ---------- | ----- | --------------- | ------------------------------ | ----------- |
| 31 mai 1953 | FC Lourdes | 8-0   | Section paloise | Stade Jules-Soulé, Tarbes      |             |
| 30 mai 1954 | FC Lourdes | 28-12 | RC Toulon       | Stade Mayol, Toulon            |             |
| 9 juin 1956 | FC Lourdes | 3-0   | USA Perpignan   | Parc des Princes, Paris        |             |
| 28 mai 1966 | FC Lourdes | 16-6  | Stade montois   | Parc des Princes, Paris        |             |
| 4 juin 1967 | FC Lourdes | 9-3   | RC Narbonne     | Parc des Princes, Paris        |             |
| 21 mai 1977 | AS Béziers | 19-18 | FC Lourdes      | Stade Yves-du-Manoir, Colombes | 6490        |
| 31 mai 1981 | FC Lourdes | 25-13 | AS Béziers      | Parc des Princes, Paris        | 7825        |

### Coupe de France
| Date          | Vainqueur         | Score | Finaliste          | Lieu                              | Spectateurs |
| ------------- | ----------------- | ----- | ------------------ | --------------------------------- | ----------- |
| 30 mai 1948   | Castres olympique | 6-0   | FC Lourdes         | Parc Lescure, Bordeaux            | 20 000      |
| 11 juin 1950  | FC Lourdes        | 16-3  | AS Béziers         | Stade des Ponts-Jumeaux, Toulouse | 20 000      |
| 2 juin 1951   | FC Lourdes        | 6-3   | Stadoceste tarbais | Parc Lescure, Bordeaux            |             |
| 24 avril 1984 | Stade toulousain  | 6-0   | FC Lourdes         | Stadium de Toulouse, Toulouse     | 9 000       |

## Personnalités historiques du club

### Joueurs

#### Gloires du «grand Lourdes»
De nombreux joueurs de la grande époque sont restés fameux : 
- les piliers Jean-Louis Taillantou[69],[70]et Eugène Buzy ;
- le deuxième ligne Louis Guinle ;
- les troisième ligne aile Jean Prat, Henri Domec, Jean Barthe et Michel Crauste ;
- le troisième ligne centre Thomas Mantérola ;
- le demi de mêlée François Labazuy ;
- le demi d'ouverture Antoine Labazuy ;
- les centres Maurice Prat, Roger Martine et Arnaud Marquesuzaa ;
- les ailiers Jean Estrade, Guy Calvo, Henri Rancoule et Pierre Tarricq ;
- l'arrière Pierre Lacaze.

#### Internationaux
La domination lourdaise éveille l'intérêt des sélectionneurs de l'équipe de France. Le troisième ligne aile Jean Prat, « un des plus grands joueurs de l'histoire », est dans l'équipe qui, en 1951, bat pour la première fois les Anglais à Twickenham. Il marque un essai, réussit une transformation et une pénalité. Plein de vitalité, technicien rigoureux, stratège lucide, Jean Prat sait tout faire : plaquer, courir, passer, déplacer le jeu au pied, buter, passer des drops. En 1953, le capitanat lui est confié. Il est seize fois capitaine du XV de France.
Le jeu lourdais, et notamment le jeu très collectif des lignes arrière, influence de plus en plus celui du XV de France. Durant les saisons 1953-1954 et 1954-1955, neuf Lourdais sont internationaux. Et c'est durant cette période que l'équipe de France réussit trois exploits…
- Le 27 février 1954, forte de cinq Lourdais (Jean Prat, Domec, Martine, Maurice Prat, Claverie), elle bat pour la première fois les All Blacks (3-0, essai du capitaine Jean Prat)[77].
- Le 10 avril 1954, encore menée par Jean Prat, elle remporte pour la première fois le Tournoi des Cinq Nations (ex aequo avec le pays de Galles et l'Angleterre)[78].
- En 1955, toujours menée par Jean Prat, elle gagne pour la deuxième fois à Twickenham. C'est un journaliste anglais, Pat Marshall, qui, au soir du match, donne à Jean Prat son surnom de Mister Rugby (« Monsieur Rugby »)[79]. La France gagne encore le Tournoi, ex aequo avec le pays de Galles.

En raison notamment des fatigues et des blessures des Tournois 1954 et 1955, Lourdes ne remporte pas le titre de champion de France ces deux années-là.
Le 2 janvier 1956, Jean Prat, discuté, déclare qu'il renonce à la sélection. C'est la fin de sa carrière internationale. Douze jours plus tard, lors de France-Écosse, on s'aperçoit qu'il n'y a pas un seul Lourdais sur le terrain. La déroute (0 à 12) permet à Barthe et Domec de revenir en troisième ligne. Mais, tandis que le FC Lourdes s'achemine vers un triplé (bouclier de Brennus en 1956, 1957 et 1958), le XV de France traverse une période difficile, due à une composition hasardeuse du pack. En 1957, il perd tous les matchs du Tournoi. En 1958, il subit une lourde défaite face à l'Angleterre (0-14). Deux Lourdais seulement ont joué : les troisième ligne Barthe et Domec. Les sélectionneurs sont en plein doute. Jean Prat leur suggère alors de faire appel aux arrières de Lourdes. Huit jours plus tard, le 9 mars 1958, contre l'Australie, on voit pour la première fois sept joueurs d'un même club en équipe de France. Sept Lourdais sont sélectionnés : Barthe et Domec, qui conservent leur place ; Antoine Labazuy à l'ouverture ; et toute la ligne de trois-quarts (Rancoule, Martine, Maurice Prat et Tarricq). La France balaie l'Australie (19-0).
En 1960, le troisième ligne lourdais Michel Crauste, dit « Le Mongol », joueur « d'une vitalité étourdissante », devient capitaine du XV de France. Il va l'être 22 fois. Le 24 février 1962, contre l'Angleterre, il est le premier avant au monde à marquer trois essais en match international.
Après les années fastes, le FC Lourdes fournit encore de grands joueurs au XV de France :
- dans les années 1960, l'arrière Claude Lacaze, frère de Pierre ; et Jean Gachassin, qui « a été le seul joueur ayant tenu en match international les postes d'ailier, d'arrière, de centre et de demi d'ouverture[87] » ;
- dans les années 1980, le demi de mêlée Pierre Berbizier et le pilier droit Jean-Pierre Garuet, élu deux fois meilleur pilier du monde[88] ;
- dans les années 1980 et 1990, le pilier gauche Louis Armary ;
- dans les années 1990, le demi de mêlée Aubin Hueber.

En tout, de 1922 à 2000, ce sont 39 joueurs évoluant au FC Lourdes qui sont sélectionnés dans le XV de France.
- Jean Bernon, deuxième ligne, 2 sélections en 1922 et 1923[89]
- Clément Dupont, demi de mêlée, 16 sélections de 1923 à 1928[Note 8]
- Antoine Duclos, pilier, 1 sélection en 1931[90]
- Joseph Dutrey, deuxième ligne, 1 sélection en 1940[91]
- Jean Prat, troisième ligne aile, 51 sélections de 1945 à 1955, capitaine du XV de France[92]
- Robert Soro, deuxième ligne, 21 sélections de 1945 à 1949[93]
- Eugène Buzy, pilier, 17 sélections de 1946 à 1949[94]
- Maurice Prat, centre, 31 sélections de 1951 à 1958[95]
- Roger Martine, centre, 25 sélections de 1952 à 1961[96]
- Jean-Roger Bourdeu, troisième ligne aile, 9 sélections en 1952 et 1953[97]
- Antoine Labazuy, demi d'ouverture, 11 sélections de 1952 à 1959[98]
- Henri Domec, troisième ligne aile, 20 sélections de 1953 à 1958[99]
- Henri Claverie, arrière, 2 sélections en 1954[100]
- Jean Barthe, troisième ligne aile, 26 sélections de 1954 à 1959, capitaine du XV de France[101]
- Henri Rancoule, ailier, 27 sélections de 1955 à 1962[102]
- Thomas Mantérola dit « Diochet », troisième ligne centre, puis pilier, 2 sélections en 1955 et 1957[103]
- Michel Crauste, troisième ligne aile, troisième ligne centre, 63 sélections de 1957 à 1966, capitaine du XV de France[1]
- Pierre Tarricq, ailier, 4 sélections en 1958[104]
- Pierre Lacaze, arrière, 7 sélections en 1958 et 1959[105]
- Arnaud Marquesuzaa, centre, dix sélections de 1958 à 1960[106]
- Roland Crancée, deuxième ligne, 2 sélections en 1960 et 1961[107]
- Jean Gachassin, demi d'ouverture, arrière, ailier, centre, 32 sélections de 1961 à 1969
- Guy Calvo, ailier, arrière, 2 sélections en 1961[108]
- Claude Lacaze, arrière, demi d'ouverture, 33 sélections de 1961 à 1969, capitaine du XV de France[109]
- Michel Arnaudet, centre, 3 sélections de 1964 à 1967[110]
- Raymond Halçaren, centre, 1 sélection[111] en 1964
- André Campaes, ailier, 14 sélections de 1965 à 1973[112]
- Jean-Pierre Mir, centre, 1 sélection en 1967[113]
- Jean-Henri Mir, demi de mêlée, 2 sélections en 1967 et 1968[114]
- Michel Hauser, troisième ligne aile, 1 sélection en 1969[115]
- René Bergès-Cau, arrière, 1 sélection en 1976[116]
- Alain Caussade, demi d'ouverture, 11 sélections de 1978 à 1981[117]
- Jean-François Marchal, deuxième ligne, 4 sélections en 1979 et 1980[118]
- Manuel Carpentier, deuxième ligne, 8 sélections de 1980 à 1982[119]
- Michel Crémaschi, pilier, 11 sélections de 1980 à 1984[120]
- Pierre Berbizier, demi de mêlée, 56 sélections de 1981 à 1991, capitaine du XV de France[121]
- Jean-Pierre Garuet, pilier droit, 42 sélections de 1983 à 1990[88]
- Louis Armary, pilier gauche, 46 sélections de 1987 à 1995[122]
- Aubin Hueber, demi de mêlée, 22 sélections de 1990 à 2000[123]

#### Joueurs capés dans un autre club
Le FC Lourdes compte par ailleurs des internationaux évoluant dans un autre club à l'époque de leur sélection : 
- Firmin Bonnus
- Albert Domec
- Jean Massare
- Léon Bordenave
- Félix Lacrampe
- Pierre Rispal
- Robert Labarthète
- André Abadie
- Jacques Cimarosti
- Éric Artiguste
- Jean Capdouze
- Christian Cœurveillé
- Mathieu Dourthe
- Romain Froment
- Maurice-Henri Jeangrand
- Julien Laharrague
- Frédéric Torossian
- Arnaud Méla

#### Internationaux étrangers
Des internationaux étrangers ont joué au FC Lourdes : 
- Iulian Dumitraș (Roumanie)
- Sorin Socol (Roumanie)
- George Dumitrescu (Roumanie)
- Sébastien Rouet (Espagne)
- Thomas da Costa (pt) (Portugal)
- Jonetani Ralulu (Fidji)
- Francisco de la Fuente (Chili)

### Capitaines
Né en 1923, Jean Prat signe en 1939 au FC Lourdes. À 19 ans, il est titulaire en équipe première. Il joue arrière, avant de passer en troisième ligne. En 1947, à 24 ans, il devient capitaine du « grand Lourdes », qu'il conduit six fois  au titre de champion de France (1948, 1952, 1953, 1956, 1957 et 1958) et avec qui il remporte deux fois la Coupe de France (1950 et 1951) et trois fois le Challenge Yves du Manoir (1953, 1954, 1956). Il cesse de jouer en 1959, n'ayant connu qu'un seul club.
Né en 1934, Michel Crauste remporte en 1959 le Tournoi des Cinq Nations. La même année, il devient champion de France avec le Racing club de France. Il signe alors au FC Lourdes. En 1960, il est champion de France avec Lourdes. Capitaine de Lourdes en 1962, il est le chef « payant d'exemple ». En 1968, il devient une nouvelle fois champion de France avec Lourdes.

### Entraîneurs

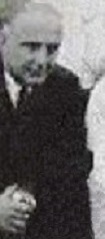
Henri Borde en avril 1948.

De 1911 à 1919, on ne sait pas si le FC Lourdes dispose d'un entraîneur. Le rôle est peut-être tenu en cogestion par des joueurs.
Henri Borde joue au club à partir de 1917. Il va occuper tous les postes à l'arrière. De 1919 à 1935, il est entraîneur-joueur. En 1935, il raccroche les crampons et devient le premier entraîneur officiel du club. Bien qu'arrière de formation, il s'impose comme spécialiste du jeu d'avants. Avec lui, débute l'époque faste du FC Lourdes : finaliste de 2e division en 1939, finaliste de 1re division en 1945 et 1946, champion de France en 1948 et finaliste de la Coupe de France la même année, vainqueur de la Coupe de France en 1950. Cette année-là, Henri Borde met un terme à sa carrière — la plus longue carrière d'entraîneur du FC Lourdes.
Henri Laffont lui succède de 1950 à 1959. Joueur du club, puis responsable des juniors, il est le deuxième entraîneur de la grande période, et le plus titré des entraîneurs du club. D'entrée, il remporte la Coupe de France en 1951. Puis il mène le club six fois en finale, remportant cinq fois le titre. Il remporte trois fois le challenge Yves du Manoir. Il va être président du club de 1969 à 1971 — reprenant du service en tant qu'entraîneur, auprès d'Henri Domec, durant la saison 1969-1970.
Après l'échec très mal vécu en demi-finale du Championnat 1959, Jean Prat devient entraîneur, et conduit l'équipe au titre de champion de France 1960. Son frère Maurice lui succède en 1963. Roger Martine prend les rênes en 1965 et offre au club en 1968 son huitième et dernier titre de champion de France.
À partir de 1969, les choses vont de mal en pis pour le FC Lourdes, et les entraîneurs servent souvent de fusible pour tenter de résoudre la crise. Ainsi, de 1990 à 2010, le FC Lourdes voit-il 24 entraîneurs se succéder. En mai 2020, Serge Candau est nommé manager sportif.
| Saisons   | Entraîneurs                                     | Adjoints                                        | Titres                                                                |
| --------- | ----------------------------------------------- | ----------------------------------------------- | --------------------------------------------------------------------- |
| 1935-1950 | Henri Borde                                     |                                                 | champion de France 1948 Coupe de France 1950                          |
| 1950-1959 | Henri Laffont                                   |                                                 | Coupe de France 1951 champion de France 1952, 1953, 1956, 1957, 1958  |
| 1959-1963 | Jean Prat                                       |                                                 | champion de France 1960 champion Challenge Antoine Béguère 1962, 1963 |
| 1963-1965 | Maurice Prat                                    |                                                 |                                                                       |
| 1965-1969 | Roger Martine                                   |                                                 | champion de France 1968 champion Challenge Antoine Béguère 1967       |
| 1969-1970 | Henri Domec                                     | Henri Laffont                                   |                                                                       |
| 1970-1971 | Michel Crauste                                  |                                                 |                                                                       |
| 1972-1973 | Pierre Deslus                                   | Jacques Cauvis                                  |                                                                       |
| 1973-1977 | André Abadie                                    |                                                 | champion Challenge Antoine Béguère 1974, 1976, 1977                   |
| 1977-1980 | Michel Hauser                                   | Guy Calvo                                       |                                                                       |
| 1980-1981 | Guy Cazenave                                    | Guy Calvo, puis Jean-Pierre Mir                 |                                                                       |
| 1981-1982 | Michel Arnaudet                                 | René Trucco, puis Claude Garros                 |                                                                       |
| 1982-1985 | Michel Hauser                                   | Jean-Claude Bessouat                            |                                                                       |
| 1985-1987 | Jean-Pierre Mir                                 |                                                 |                                                                       |
| 1987-1988 | Jean-Pierre Mir, puis André Abadie              |                                                 |                                                                       |
| 1988-1990 | Claude Peyrègne                                 |                                                 |                                                                       |
| 1990-1991 | Christophe Terrain                              | Jean-Claude Claverie                            |                                                                       |
| 1991-1992 | Pierre Rispal                                   |                                                 |                                                                       |
| 1992-1993 | Michel Hauser                                   | Jean-Pierre Mengelle                            |                                                                       |
| 1993-1994 | Patrick Fernandez                               | Patrick Donzelli et Christian Galonnier (en)    |                                                                       |
| 1994-1995 | Henri Niéto                                     | Jean, dit « Nano » Capdouze                     | champion de France Groupe B 1995                                      |
| 1995-1996 | Henri Niéto                                     | Guy Calvo                                       |                                                                       |
| 1996-1997 | Christian Martinez                              | Pierre Castéran                                 |                                                                       |
| 1997-1998 | Nano Capdouze                                   | Louisou Armary                                  |                                                                       |
| 1998-1999 | Patrick Fernandez                               | Gérard Goudenège                                |                                                                       |
| 1999-2000 | Patrick Fernandez                               | Jean-Claude Bessouat                            |                                                                       |
| 2000-2001 | Jean-Claude Dabancens, puis Daniel Santamans    | Jean-Claude Castagné, puis Christian Santamans  |                                                                       |
| 2001-2002 | Daniel Santamans                                | Christian Santamans                             |                                                                       |
| 2002-2003 | Patrick Fernandez                               | Roland Biron                                    |                                                                       |
| 2003-2005 | Franck Rollès                                   | Pierre Lapène                                   |                                                                       |
| 2005-2007 | Pierre Hourcade                                 | Jean-Paul Trille                                |                                                                       |
| 2007-2009 | Fabrice Grec                                    | Jean-Paul Trille                                |                                                                       |
| 2009-2010 | Jean-Claude Debaès                              |                                                 |                                                                       |
| 2010-2011 | Patrick Fernandez                               | Jean-Bernard Duplantier                         |                                                                       |
| 2011-2012 | Patrick Fernandez, puis Jean-Bernard Duplantier | Jean-Bernard Duplantier, puis Julien Laharrague |                                                                       |
| 2012-2013 | Stéphane Ducos                                  | Didier Jauréguy                                 |                                                                       |
| 2013-2014 | Sébastien Bria                                  | Olivier Toulouze                                |                                                                       |
| 2014-2016 | Christophe Gasca                                | Philippe Mallet                                 |                                                                       |
| 2016-2017 | Christophe Gasca                                | Jean-Paul Trille                                |                                                                       |
| 2017-2018 | Pascal Tertacap                                 | Julien Montoro                                  |                                                                       |
| 2018-2019 | Fabrice Grec                                    | Jean-François Terrasse                          |                                                                       |
| 2019-2020 | Jean-Paul Trille, puis Claude Nicolau           | Fabrice Grec, puis Francisco de la Fuente       |                                                                       |
| 2020-2021 | Serge Candau                                    | Bruno Gouadebeix                                |                                                                       |

### Présidents
| Période               | Nom                                           |
| --------------------- | --------------------------------------------- |
| 1911- …               | Docteur Méau                                  |
| 1914-1919             | Marcelin Dastugue                             |
| 1919-1924             | Albert Ross                                   |
| 1924-1925             | Louis Lacaze                                  |
| 1925-1937             | Lucien Pourxet                                |
| 1937-1945             | Léo Daurat                                    |
| 1946                  | Émile Domec                                   |
| 1947-1960             | Antoine Béguère                               |
| 1960-1969             | Robert Estrade                                |
| 1969-1971             | Henri Laffont                                 |
| 1971-1977             | Louis Barrère                                 |
| 1977-1988             | Pierre Duplaa                                 |
| 1988-1989             | Pierre Duplaa et Alain Abadie                 |
| 1989-1991             | André Abadie                                  |
| 1991                  | Jean Prat                                     |
| 1991-1992             | Pierre Franco                                 |
| 1992-1993             | Pierre Franco et Jean-Claude Rossi            |
| 1993-1995             | Jean-Pierre Armengaud                         |
| 1995-1996             | Jean-Pierre Armengaud et René Malaureille     |
| 1996-1998             | Christian Gion                                |
| 1998-2011             | Michel Crauste                                |
| 2011-2013             | Michel Crauste et Serge Sanguinet             |
| 2013-2016             | Jean Claude Irigoyen et Jean-Pierre Armengaud |
| 2016-2018             | Jean-Pierre Armengaud et Daniel Bacquerie     |
| Mai-novembre 2018     | Léon Privat et Christian Abazou               |
| 2018-décembre 2019    | Christian Abazou,                             |
| Depuis mars 2020      | Jean-Pierre Armengaud                         |
| Depuis septembre 2024 | Bruno Horta                                   |

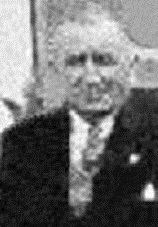
Le Pr. Béguère (avril 1948).

À la création du club, en 1911, le premier président est le docteur Méau.
En 1946, Antoine Béguère, un ancien troisième ligne aile du club, devient président. Avec lui, de 1946 à 1960, le FC lourdais va écrire les plus grandes pages de son histoire. Antoine Béguère est maire de Lourdes, sénateur et entrepreneur prospère (il construit, de 1956 à 1958, la basilique Saint-Pie-X). Ce mécène permet aux joueurs de se consacrer entièrement au rugby, en leur trouvant du travail (par exemple des gérances de commerce). C'est durant sa présidence que le club assoit sa domination sur le rugby français, et conquiert sept de ses huit titres de champion de France. Il se retire en septembre 1960. Il meurt d'une crise cardiaque un mois plus tard, le 23 octobre, dans son stade, lors d'un Lourdes-Agen, alors que son équipe vient de marquer un essai. En 1962, est créé le Challenge Antoine Béguère, organisé par le FC Lourdes.
Le légendaire Michel Crauste reste fidèle à son club durant les années de tourmente. Quinze années durant, de 1998 à 2013, il en assure la présidence, d'abord seul, puis, à partir de 2011, au côté de Serge Sanguinet. Ce dernier ne parvient pas à obtenir du bureau directeur la présidence exécutive exclusive. En janvier 2013, il démissionne. En juillet, Michel Crauste se retire à son tour. Il devient président d'honneur, tandis que Jean-Pierre Armengaud (président de 1993 à 1996) et Jean-Caude Irigoyen se partagent la présidence. En 2016, Jean-Pierre Armengaud et Daniel Bacquerie deviennent coprésidents. En mai 2018, Léon Privat et Christian Abazou deviennent coprésidents. À partir de novembre 2018, Christian Abazou est seul président. Il démissionne en décembre 2019. En mars 2020, Jean-Pierre Armengaud revient à la présidence.

## Infrastructures

### Stade
Le club évolue dans l'enceinte du Stade Antoine-Béguère. Il est construit en 1928 sur un pré (prat en bigourdan) acheté l'année précédente à Joseph Prat, le père de Jean et Maurice. Il s'appelle alors stade municipal, mais il est surnommé stade de la route du lac. En 1937, il reçoit le nom de Lucien-Pourxet, en hommage au président mort cette année-là. En 1947, il est rénové. Il prend sa forme actuelle, devenant pour l'époque le stade le plus moderne de France (des tribunes sont construites sans poteaux). C'est depuis 1961 qu'il porte le nom de stade Antoine-Béguère, en hommage au président en exercice lors de l'apogée du club. On peut voir aujourd'hui les portraits des internationaux lourdais sur la fresque du stade, réalisée par Leslie Dykes lors du jubilé Garuet en 1994.
Il offre 12 000 places, trois terrains et une piste d'athlétisme. On y trouve aussi le siège social, un club-house surnommé « le sous-marin », trois buvettes, un parking intérieur et une salle de musculation.
Le 13 mars 1955, à l'occasion d'un match de championnat contre Mont-de-Marsan, le stade Béguère atteint son record de fréquentation : 20 000 spectateurs.

## Records
- 1945-1968. Le FC Lourdes participe à 20 finales : 11 en Championnat de France, 6 en Challenge Yves du Manoir, 3 en Coupe de France. Durant cette période, il donne 25 joueurs à l'équipe de France.
- 1946-1960. Le FC Lourdes joue 209 matchs, en remporte 181, en perd 17 (tous à l'extérieur) et concède 11 matchs nuls. Il marque 3 206 points, et en encaisse 1022.
- 1948-1958. En 178 matchs, le FC Lourdes subit 14 défaites. Il marque 2 714 points et en encaisse 846[148].
- Le FC Lourdes reste invaincu sur sa pelouse d'avril 1948 (défaite en Championnat contre Pau) à mars 1960 (défaite contre Béziers). Soit presque 12 ans d'invincibilité à domicile[149] ; le record sera battu par l'AS Béziers (12 ans et 9 mois de janvier 1969 à octobre 1981)[150].
- Mai 1951-mai 1954. Le club lourdais ne subit aucune défaite, toutes compétitions confondues.
- 1956-1958. Le FC Lourdes est champion de France trois années de suite. Ce record est battu par le Stade toulousain, quatre fois vainqueur de 1994 à 1997.
- 1958. Sept Lourdais sont sélectionnés en équipe de France pour affronter l'Australie[82]. Ce record n'est pas égalé.
- 1968. Le FC Lourdes conquiert son huitième titre, et devient ainsi le club le plus titré de France. En 1979, il est dépassé par Béziers qui obtient son neuvième titre.
- 1991. Lourdes connaît sa plus grosse défaite : 3 à 57 contre Biarritz.
- 1992. Les cadets du FC Lourdes sont champions de France, Lourdes devient champion de France dans toutes les catégories.
- 1995. Lourdes connaît sa plus large victoire : 99 à 3 face à Saint-Girons.
- 1995. Le FC Lourdes est le seul club du Groupe B à disputer le challenge Yves du Manoir. Les Lourdais se distinguent en battant successivement en poule Bourgoin, Montferrand et Agen. Ils éliminent Pau en huitièmes et perdent contre le Stade toulousain en quart de finale.[réf. nécessaire]

## Combinaisons
Les combinaisons à l'honneur dans le grand Lourdes :
- « Casquette ». Le demi de mêlée emmène un troisième ligne aile qui se détache et qui donne à l'arrière lancé entre les deux centres. Le nom vient du surnom du demi de mêlée lourdais François Labazuy[12],[151]. (Cette combinaison n'a rien à voir avec l'expression « essai casquette », qui désigne un essai encaissé sur interception ou en période de domination[Note 9].)
- « Jeanjean ». L'ouvreur fait semblant de croiser avec le premier centre et envoie d'une passe longue le ballon à l'arrière intercalé.[réf. nécessaire]
- « Cla oui ou cla non ». Elle part d'une mêlée au centre du terrain. L'arrière se positionne à une dizaine de mètres derrière la mêlée, avec un centre de chaque côté. L'arrière se lance (suivant le côté demandé, oui pour droite, non pour gauche), intercalé entre le centre et l'ailier.[réf. nécessaire]
- « Coup de pied de recentrage ». Ballon tapé au pied par l'ailier, vers le centre du terrain, pour retrouver des équipiers montés très vite.[réf. nécessaire]
- « Baratte ». Lors d'une touche, le talonneur fait semblant de lancer le ballon et donne à son pilier lancé le long de la ligne.[réf. nécessaire]

## Phrases
- « Soudain je vis Jeannot venir vers moi avec le ballon, cent mètres plus loin nous étions champions de France. » Maurice Prat, racontant la finale 1953[réf. nécessaire].
- Après la finale du Championnat de 1958, au sortir des vestiaires, Lucien Mias, capitaine de Mazamet, apostrophe Jean Prat, capitaine de Lourdes : « Tu n'es pas Monsieur Rugby, tu es Monsieur Anti-rugby ! » Prat rétorque : « Et toi, si on t'enlève ta grande gueule, il ne te reste plus rien[152] ! »
- « Si vous voulez voir du beau jeu, allez donc voir jouer Lourdes ! » Amédée Domenech, Midi olympique rugbyrama 1993/94[réf. nécessaire].
- « Lourdes a réussi à faire à quinze ce que Béziers a fait à huit. » Roger Martine.[Quand ?].[réf. nécessaire]